# Faro (Portugal)
Faro je grad od 58 051 stanovnika i istoimena općina na jugoistoku Portugala, administrativni centar regige Algarve i istoimenog Distikta Faro.
Faro je najveći grad na jugu Portugala, sjedište sveučilišta (Universidade do Algarve) i biskupije.
Danas je Faro (s okolicom) najpoznatija portugalska turistička destinacija, jer ima najtoplije more u zemlji, veliku marinu, međunarodnu zračnu luku (Aeroporto de Faro) i brojne golf terene u okolici.

## Zemljopisne karakteristike
Faro je udaljen 270 km jugoistočno od Lisabona i oko 196 km do Seville leži na obali velike lagune Ria Formosa od 170 km², koja je danas Park prirode (zbog velikog broja ptica selica). 

## Povijest
Na mjestu današnjeg Fara bilo je starije naselje Ossónoba još iz željeznog doba. S dolaskom Rimljana u 2. st. pr. Kr. Ossónoba je postala njihovo regionalno središte, dobila je status civitasa, i imala pravo na kovanje vlastitog novca još za vrijeme republike. Ossónoba je bila kozmopolitski grad s brojnim stranim trgovcima iz Sjeverne Afrike i velikog Rimskog Carstva.
Od 8. st. grad je pod vlašću Maura koji su zauzeli cijeli Iberijski poluotok i vladali nad njime do 1249. kad je oslobodio kralj Alfonso III. za vrijeme portugalske rekonkviste. Od maurske vladavine grad se jedno vrijeme zvao Santa Maria, a kasnije Harun. U 9. st. je ograđen zidinama, za sve vrijeme maurske vladavine grad je zadržao svoj položaj glavnog regionalnog centra, s dobrim trgovačkim vezama sa susjednim sjevernoafričkim gradovima.
I nakon kršćanske Rekonkviste u Faru je ostala živjeti brojna muslimanska zajednica, o tome svjedoči kraljevska povelja (foral) iz 1266. kojom se Faru daje status kraljevskog grada. U 14. st. Foro je bio poznat po svojim pomorcima, koji su pridonijeli velikim zemljopisnim otkrićima.
Kralj Manuel I. pokrenuo je 1499., urbanističku obnovu Fara. Izgrađen je novi centar (baixa) koji je to i danas umjesto starog koji je bio u kvartu Alcaçarias (današnja Pontinha). U njemu je izgrađena carinarnica, bolnica i današnja crkva Misericórdia.
U novi centar preseljeno je od 1540. do 1577. i biskupsko središte. Rast ekonomskog blagostanja, odrazio se i na izgradnju samostana, u tom periodu izgrađeni su franjevački samostan São Francisco 1517., Nossa Senhora da Assunção 1519., isusovački Santiago Maior 1603.] i kapucinski Santo António 1620.
Vojvoda od Essexa zauzeo je Faro 1596. i opljačkao biskupsku biblioteku. Te knjige je kasnije poklonio Sveučilišta u Oxfordu (danas su dio Biblioteke Bodleian)
Nedaleki grad Lagos je postao glavni grad povijesne pokrajine Algarve 1577. i ostao sve do 1756., godine kad je srušen u katastrofalnom Lisabonskom potresu, i još više i od tsunamija uzrokovanog potresom. Tad su stradali gotovi svi primorski gradovi i sela u provinciji Algarve, osim Fara, kojeg su zaštili pješčani nasipi njegove lagune. Nakon toga je Faro postao administrativno središte regije Algarve. Sredinom 17. st. cijeli tadašnji Faro ograđen je zidinama, kako bi se zaštitio protiv potencijalne španjolske invazije.
U 18. st. Faro je najveći grad i sjedište Algravea. Tad je izgrađeno puno crkava i samostana; između ostalog katedrala (Sé).
Danas je Faro sveučilišni grad, s vrlo razvijenim turizmom.

## Rast stanovništva Fara
| Stanovništvo Fara od 1801. do 2004. | Stanovništvo Fara od 1801. do 2004. | Stanovništvo Fara od 1801. do 2004. | Stanovništvo Fara od 1801. do 2004. | Stanovništvo Fara od 1801. do 2004. | Stanovništvo Fara od 1801. do 2004. | Stanovništvo Fara od 1801. do 2004. | Stanovništvo Fara od 1801. do 2004. | Stanovništvo Fara od 1801. do 2004. |
| ----------------------------------- | ----------------------------------- | ----------------------------------- | ----------------------------------- | ----------------------------------- | ----------------------------------- | ----------------------------------- | ----------------------------------- | ----------------------------------- |
| 1801.                               | 1849.                               | 1900.                               | 1930.                               | 1960.                               | 1981.                               | 1991.                               | 2001.                               | 2004.                               |
| 23 881                              | 18 733                              | 34 104                              | 28 456                              | 35 651                              | 45 109                              | 50 761                              | 58 051                              | 58 305                              |

## Gradovi prijatelji
Faro je ima ugovore o prijateljstvu sa sljedećim gradovima; 
- Maroko, Tanger od 1954.
- Španjolska, Huelva
- Španjolska, Malaga
- Gvineja Bisau, Bolama

## Klimatske karakteristike
Faro ima umjerenu sredozemnu klimu, ljeta su topla i sunčana s prosječnom dnevnom temperaturom od 27 – 35 °C. Jeseni i zime su blage s temperaturama od oko 8 – 17 °C. Većina oborina padne tokom zimskih mjeseci, ljeta su sušna, kiše su vrlo rijetke između srpnja i rujna. Prosječna godišnja temperatura je oko 17 °C – 18 °C, a godišnja količina oborina je oko 500 mm. Prosječna površinska temperatura mora je između 15 – 16 °C usiječnju, do 22 – 23 °C u kolovozu.
| Klimatološki srednjaci za Faro | Klimatološki srednjaci za Faro | Klimatološki srednjaci za Faro | Klimatološki srednjaci za Faro | Klimatološki srednjaci za Faro | Klimatološki srednjaci za Faro | Klimatološki srednjaci za Faro | Klimatološki srednjaci za Faro | Klimatološki srednjaci za Faro | Klimatološki srednjaci za Faro | Klimatološki srednjaci za Faro | Klimatološki srednjaci za Faro | Klimatološki srednjaci za Faro | Klimatološki srednjaci za Faro |
| mjesec                         | sij                            | velj                           | ožu                            | tra                            | svi                            | lip                            | srp                            | kol                            | ruj                            | lis                            | stu                            | pro                            | godina                         |
| ------------------------------ | ------------------------------ | ------------------------------ | ------------------------------ | ------------------------------ | ------------------------------ | ------------------------------ | ------------------------------ | ------------------------------ | ------------------------------ | ------------------------------ | ------------------------------ | ------------------------------ | ------------------------------ |
| Izvor:                         |                                |                                |                                |                                |                                |                                |                                |                                |                                |                                |                                |                                |                                |

## Vanjske poveznice
- Câmara Municipal da Faro (portugalski)